# Inga marginata
Inga marginata ist eine Baumart aus der Unterfamilie der Mimosengewächse (Mimosoideae). Sie ist in Mittel- und Südamerika beheimatet.

## Beschreibung
Inga marginata ist ein bis zu 30 Meter hoher Baum mit dichter Krone, grauer, glatter Rinde und korkwarzigen, kahlen bis schwach feinflaumig behaarten Zweigen. Die kahlen Blätter sind zwei- bis dreifach paarig gefiedert, die Blättchen meist elliptisch. Das äußerste Blättchenpaar ist 7,8 bis 20 Zentimeter lang und 2,1 bis 7 Zentimeter breit, das innerste 3,6 bis 12 Zentimeter lang und 1,1 bis 5 Zentimeter breit.
Die Blattrhachis ist 1,5 bis 5,5 Zentimeter lang und breit geflügelt. Die Nebenblätter sind 0,2 bis 1,5 Zentimeter lang und meist hinfällig.
Die Blütenstände sind Ähren, die den Blattachseln entspringen und einzeln oder in Gruppen stehen. Der Schaft ist 0,6 bis 3, selten bis 4 Zentimeter lang und feinflaumig behaart, die Rhachis 3,5 bis 11,5 Zentimeter lang. Die Blüten sind ungestielt, grünlich-gelb, die Staubblätter weiß. Die Früchte sind unbehaart, 7 bis 12,5 Zentimeter lang und 0,6 bis 0,9 Zentimeter breit.
Die Chromosomenzahl beträgt 2n = 26.

## Verbreitung
Inga marginata ist heimisch von Mexiko bis Argentinien und Paraguay, sie besiedelt häufig Bereiche nahe Flussufern.

## Systematik und Botanische Geschichte
Die Art wurde 1806 von Carl Ludwig Willdenow erstbeschrieben.